# Pierre Martial Cibot
Pierre Martial Cibot (Limoges 1727 - Pequín 1780) jesuïta francès, astrònom,científic,rellotger, sinòleg, historiador, botànic, missioner a la Xina durant el regnat de l'emperador Qianlong (1736 - 1760) de la dinastia Qing.

## Biografia
Pierre Martial Cibot va néixer al 15 d'agost de 1727 a Limoges (França), fill de Pierre Cibot i Paule Recolet. Va entrar a la Companyia de Jesús de Bordeus el 7 de novembre de 1743. Va fer de professor d'humanitats, i amb els jesuïtes Antoine Gaubil i Ferdinand Augustin Hallerstein, va ser membre de l'Academia de Ciències de Sant Petersburg.
A petició seva el 7 de març de 1758, a Lorient, a bord del vaixell "Angerson" va sortir cap a Macau, via Rio de Janeiro,i va arribar a Pequín el 25 de juliol de 1760.

### Activitat a la Xina
Davant la dificultat de la tasca evangelitzadora, durant la seva estada a la Cort de l'emperador Qianlog, Cibot va desenvolupar activitats molt diverses, com la construcció de rellotges o el disseny de jardins, però també va dedicar temps a les investigacions històriques i científiques.
Amb Charles Thomas Maillard de Tournon i Joseph-Marie Amiot se'l ha considerat un remarcable sinòleg, especialment per ser un dels redactors principals de les Mémoires concernat l'histoire des sciences, des arts, des moeurs, des usages, etc. des Chinois" una obra en 15 volums (1776 - 1791) que d'alguna forma va ser el complement de la "Description" i les "Lettres édifiantes" de Jean-Baptiste du Halde.
També va escriure un "Essai sur la langue et les caràcteres chinois" i traduccions de clàssics xinesos com el Da Xue i el Zhong Yong, que formen part dels Quatre Llibres de l'anomenat cànon confucià.
En el camp de les ciències naturals va recollir un herbari de cert valor i sembla que li va interessar especialment la botànica, tot i va contribuir amb diversos articles sobre diferents temes de ciències naturals, per exemple. "Notices de quelques plantes arbrisseaux de la Chine", "Observations sur les plantes, les fleurs, et les arbres de Chine qu'il est possible et utile de se procurer in France"; "Notice sur le borax"; "Mémoire sur les chevaux" i "Note sur l'hirondelle, sur le cerf et sur la cigale".
Va morir el 8 d'agost de 1780 a Pequín.